# La Piste aux étoiles
La Piste aux étoiles (en español, La pista de las estrellas) fue un programa de televisión francés producido por el realizador y productor Gilles Margaritis, que presentaba en cada emisión un espectáculo circense. Se grababa principalmente en el Cirque d'Hiver de París, en el circo Pinder en algunas ocasiones, y, excepcionalmente, en el Cirque Jules Verne de Amiens.

## Retransmisión
El programa se retransmitía los miércoles por la noche, ya que, en aquella época en Francia, los niños de primaria no tenían clase los jueves. El día libre propuesto por esta medida pasó a ser el miércoles a partir de 1972, por lo que el programa comenzó a emitirse los martes por la noche desde entonces.

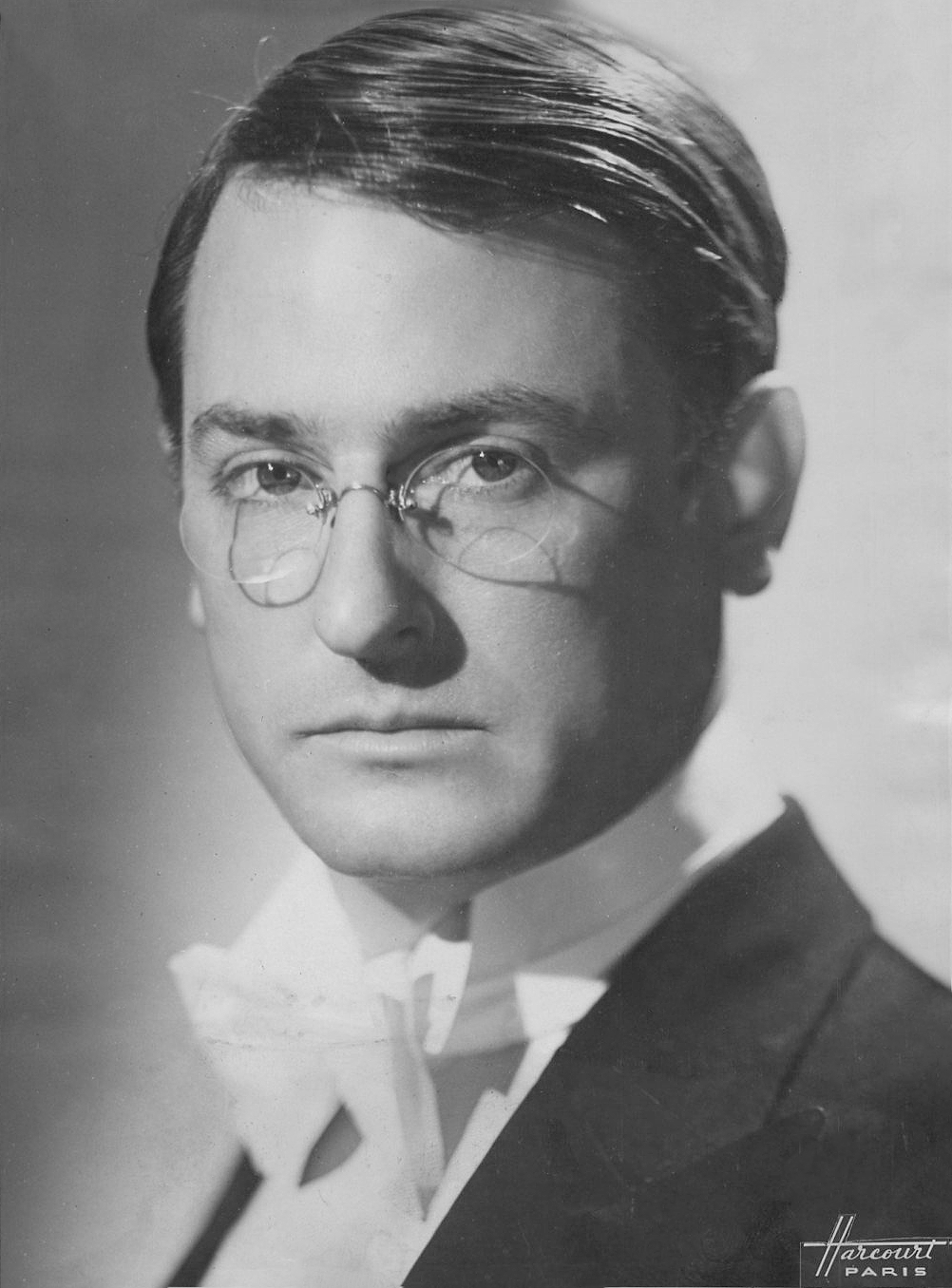
El actor, productor y director Gilles Margaritis, creador del programa, en 1945.

Primero en RTF Télévision desde el 11 de marzo de 1954, hasta el 24 de julio de 1964, luego en el primer canal ORTF del 25 de julio de 1964 hasta el 2 de enero de 1975 y finalmente, en Antenne 2 del 8 de enero de 1975 al 29 de octubre de 1978.

## Concepto

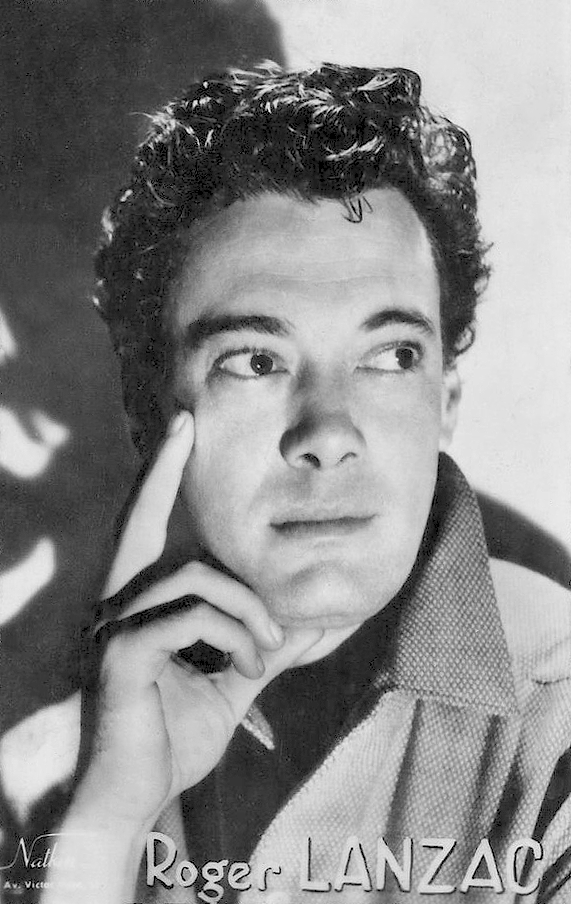
Roger Lanzac, maestro de ceremonias y presentador del programa, en 1953.

El programa, presentado en el suntuoso marco del Cirque d'Hiver, en alternancia con el circo Pinder, fue dirigido por Pierre Tchernia, con Michel Francini como maestro de ceremonias de 1956 a 1962. Roger Lanzac lo sucedió como Monsieur Loyal de 1962 a 1978. Cada semana se presentaba una sucesión de números de circo de disciplinas variadas.
Varias azafatas-majorettes se colocaban a ambos lados del telón de entrada y salida de los artistas al principio y al final de cada número para darles la bienvenida a la pista, y se mantenían delante de aquel durante el espectáculo.
La típica orquesta de circo, que interpretaba, en especial, el célebre tema de introducción y cierre del espectáculo, la Marche de la Piste aux étoiles, tuvo varios directores: Fred Adison a partir de 1952,  Hubert Degex hacia 1958,Jean Laporte en 1965, Carmino d'Angelo en 1971, y Bernard Hilda entre 1958 y 1978, director de orquesta por antonomasia de La Piste aux étoiles, con más de 20 años de colaboración con el programa.

## Artistas
Participaron el payaso y tenor Jacques Francini en el espectáculo de 1956 a 1978, formando un dúo de payasos con su compañero Alex. También, Jacques Dumur, payaso musical, que actuó bajo el seudónimo «Scotch».

## Tema musical
El tema musical de los créditos del programa Vive la Piste o La Marche de la piste aux étoiles, compuesto por Bernard Hilda, se mantiene en el imaginario popular francés.

## Uso de la marcaLa Piste aux étoiles
En junio de 2009, en homenaje al famoso programa, la familia Falck cambió el nombre de su establecimiento: el circo Achille Zavatta Fils se convirtió en «el circo de La Piste aux étoiles».